# مقاطعة أكول
مقاطعة أكول (بالكازاخية: Ақкөл ауданы) هي مقاطعة تقع في أوبليس أكمولا شمال كازاخستان. بلغ عدد سكانها 35,274 نسمة في إحصاء 1999 و28,359 نسمة في عام 2009.